# Myrmecaelurus reinhardi
Myrmecaelurus reinhardi is een insect uit de familie van de mierenleeuwen (Myrmeleontidae), die tot de orde netvleugeligen (Neuroptera) behoort. 
Myrmecaelurus reinhardi is voor het eerst wetenschappelijk beschreven door Hölzel & Ohm in 1991.